# Pantherodes olivacea
Pantherodes olivacea là một loài bướm đêm trong họ Geometridae.